# Roca Roja (Vilanova de Meià)
La Roca Roja és una muntanya de 932 metres que es troba al municipi de Vilanova de Meià, a la comarca catalana de la Noguera.